# الکه زومر
الکه زومر (به آلمانی: Elke Sommer) (زاده ۵ نوامبر ۱۹۴۰) هنرپیشه و خواننده اهل آلمان است.
برنده جایزه بهترین بازیگر نوآمده ۱۹۶۳ جایزه
فیلمten littles hindi(1976)

## برگزیده فیلم‌شناسی
- کشتی مرده (۱۹۵۹)
- بچه‌های جیوک‌باکی (۱۹۵۹)
- مردان و نجیب‌زادگان (۱۹۵۹)
- زنان لوکس (۱۹۶۰)
- استراوا (۱۹۶۳)
- جایزه (۱۹۶۳)
- تیری در تاریکی (۱۹۶۴)
- در میان کرکسها (۱۹۶۴)
- دختران زیبا (۱۹۶۵)
- اسکار (۱۹۶۶)
- خطرناکتر از مرد (۱۹۶۷)
- رویاهای شیطنت‌آمیز پائولو شولتز (۱۹۶۸)
- لی‌لی عاشق شده (۱۹۶۸)
- قهرمانان (۱۹۷۰)
- زپلین (۱۹۷۱)
- سپس هیچ‌کدام باقی نماندند (فیلم ۱۹۷۴) (۱۹۷۴)
- زندانی زندا (۱۹۷۹)
- پیتر بزرگ (مجموعه تلویزیونی) (۱۹۸۶)
- با ما نه (۲۰۰۰)
- de [Das Leben ist zu lang] (۲۰۱۰)